# Villa Waern

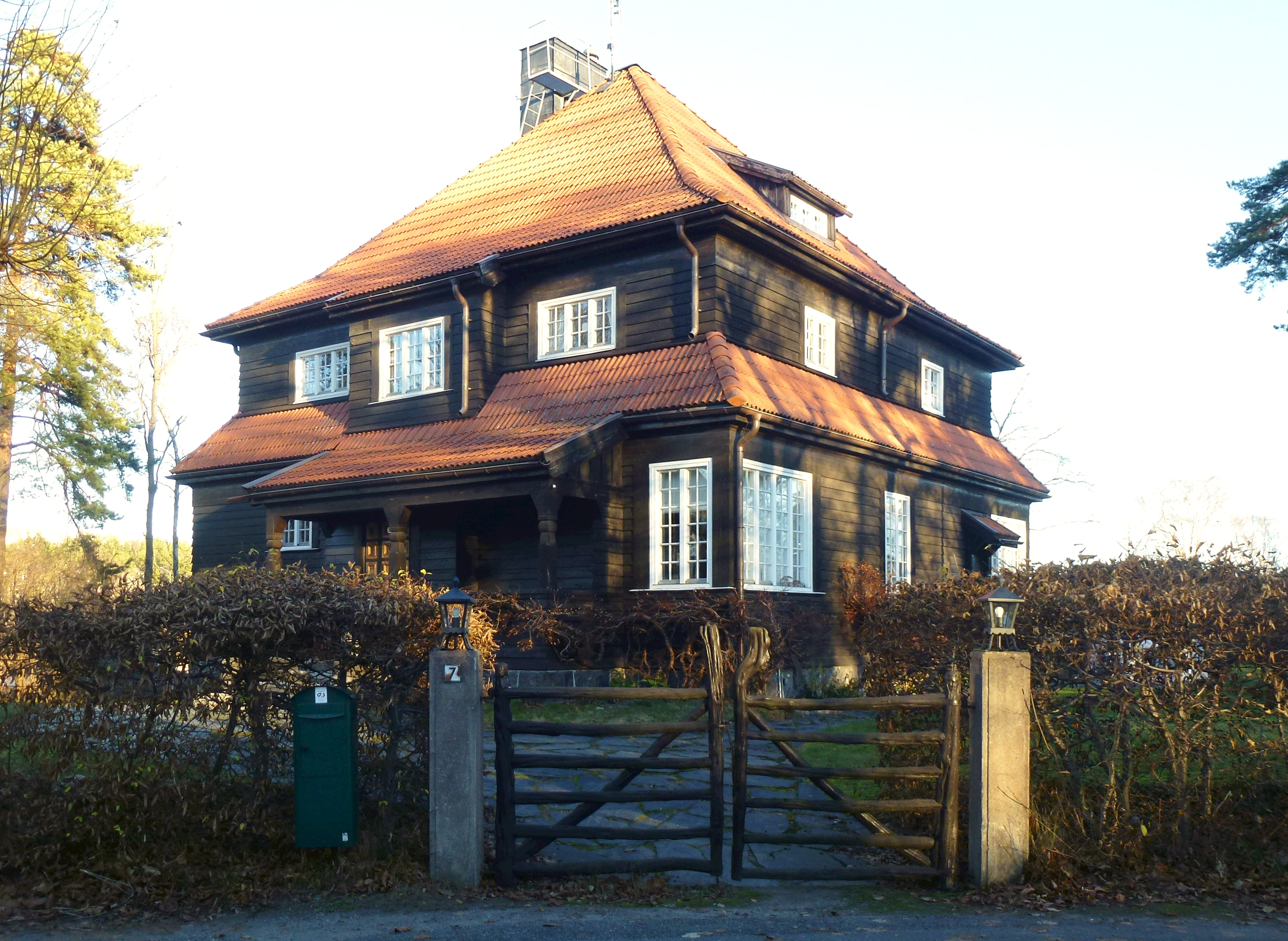
Villa Waern i november 2013.

Villa Waern är en byggnad vid Krokvägen 7 i Storängen, Nacka kommun. Villan uppfördes 1905 för grosshandlaren Charles U. Waern (eller Wærn) efter ritningar av arkitekt Torben Grut. Enligt en kulturhistorisk byggnadsinventering av Storängen år 1979 bedöms byggnaden som ”omistlig”.

## Bakgrund

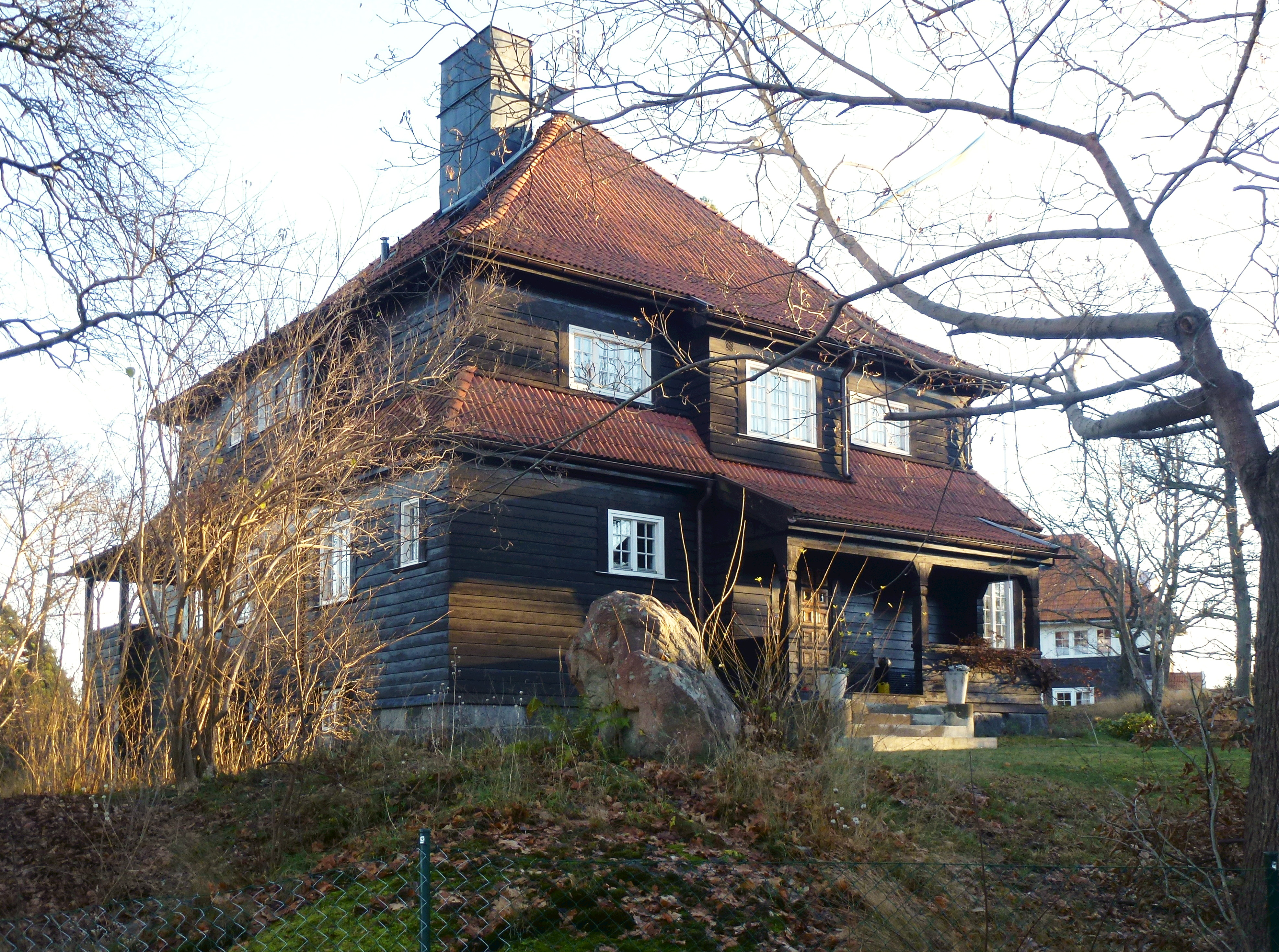
Villa Waern i november 2013.

Storängens villasamhälle grundades år 1904 av Tjänstemännens egnahemsförening och lockade till sig inte bara tjänstemän från övre medelklass utan även universitetslärare, direktörer, konstsamlare och konstnärer. Den nyöppnade järnvägen Stockholm-Saltsjön (nuvarande Saltsjöbanan) med sin snabba trafikförbindelse till och från Stockholm och hållplats i Storängen bidrog till att villasamhället blev attraktivt.

## Byggnadsbeskrivning
Villa Waern representerade vid sin tid en ny typ av villaarkitektur i Sverige där arkitekt Grut hämtade inspiration från bland annat Tyskland och Wien och blandade dessa intryck med svensk nationalromantik. Huset har en kvadratisk grundplan och kläddes med tjärstruken, liggande panel på förvandring. Villan har ett pyramidtak och är uppförd i två våningar. Den övre våningen är något indragen så att ytterligare ett takfall bildas mellan bottenvåningen och övervåningen. Villan har en bostadsyta om 398 m² fördelad på nio rum. Till fastigheten hör en 2 596 m² stor tomt. På hösten 2018 var villan till salu för 17,5 miljoner kronor.